# Ерышев, Василий Николаевич
Василий Николаевич Ерышев (1921—2008) — полковник Советской Армии, участник Великой Отечественной войны, Герой Советского Союза (1943).

## Биография
Василий Ерышев родился 21 ноября 1921 года в селе Астраханка (ныне — Ханкайский район Приморского края). После окончания школы-семилетки и курсов счётных работников работал бухгалтером на мясокомбинате. В феврале 1941 года Ерышев был призван на службу в Рабоче-крестьянскую Красную Армию. С августа того же года — на фронтах Великой Отечественной войны. К сентябрю 1943 года гвардии старший сержант Василий Ерышев командовал орудием 198-го гвардейского стрелкового полка 68-й гвардейской стрелковой дивизии 40-й армии Воронежского фронта. Отличился во время битвы за Днепр.
24 сентября 1943 года Ерышев со своим расчётом одним из первых переправился через Днепр в районе села Балыко-Щучинка Кагарлыкского района Киевской области Украинской ССР и принял активное участие в захвате плацдарма на его западном берегу и отражении вражеских контратак. В тех боях расчёт Ерышева уничтожил более взвода немецких солдат и офицеров, 5 дзотов, несколько орудий и миномётов.
Указом Президиума Верховного Совета СССР от 13 ноября 1943 года гвардии старший сержант Василий Ерышев был удостоен высокого звания Героя Советского Союза с вручением ордена Ленина и медали «Золотая Звезда».
После окончания войны Ерышев продолжил службу в Советской Армии. В 1945 году окончил ускоренный курс Пензенского артиллерийского училища, в 1961 году — Центральные артиллерийские курсы в Ленинграде. В 1971 году в звании полковника был уволен в запас. Проживал в Риге, работал в производственно-техническом объединении «Альфа». Умер в 2008 году.
Был также награждён орденами Отечественной войны 1-й степени и Красной Звезды, рядом медалей.